# The Naughty Nine
The Naughty Nine är en amerikansk komedi- och julfilm från 2023. Filmen är regisserad av Alberto Belli efter ett manus skrivet av Jed Elinoff och Scott Thomas. Filmen hade premiär den 23 november 2023 på strömningstjänsten Disney+. I rollen som jultomten ses Danny Glover.

## Handling
Filmen kretsar kring femteklassaren och busfröet Andy som fått till följd att han hamnat på jultomtens lista över busiga barn. Han samlar ett gäng med nio andra busiga barn i syfte att bryta sig in i jultomtens by på Nordpolen och ta de julklappar som de anser att de förtjänar.

## Rollista (i urval)
- Winslow Fegley - Andy Steele
- Camila Rodriguez - Dulce Gutierrez
- Anthony Joo - Lewis Sobong
- Imogen Cohen - Ha-Yoon Si-u
- Clara Stack - Rose Wingert
- Deric McCabe - Jon Anthony Dizon
- Ayden Elijah - Albert Reyes
- Madilyn Kellam - Laurel Steele
- Derek Theler - Bruno
- Danny Glover - jultomten